# Стамснейдер, Том
Том Стамснейдер (нидерл. Tom Stamsnijder; род. 15 мая 1985, Алмело,  провинции Оверэйссел, Нидерланды) — нидерландский профессиональный шоссейный велогонщик, выступающий за команду мирового тура «Team Sunweb».

## Достижения
2002
1-й - Тур Фландрии (юниоры)
2004
1-й - пролог и этап 3 Mainfranken Tour
2005
1-й - этап 3 Гран-при Соммы
1-й - пролог Тур Тюрингии U23
3-й - Чемпионат Нидерландов по шоссейному велоспорту — Индивидуальная гонка (U-23)
2006
1-й - этап 4 Grand Prix Guillaume Tell
1-й - этап 1 Неделя Ломбардии
1-й - этап 2 GP Roserittet
2007
2-й - Sparkassen Giro Bochum
2008
3-й - Тур Дании - ГК
| ГК | Генеральная классификация |

## Статистика выступлений

### Гранд-туры
| Гонка           | 2015 | 2016 | 2017 |
| --------------- | ---- | ---- | ---- |
| Джиро д'Италия  | —    | 143  | 154  |
| Тур де Франс    | —    | —    | —    |
| Вуэльта Испании | 155  | 131  | —    |

| — | Не участвовал |